# Chaetophiloscia syriaca
Chaetophiloscia syriaca là một loài chân đều trong họ Philosciidae. Loài này được Verhoeff miêu tả khoa học năm 1949.